# Хронологія Ленінопаду (2025)
У цій статті в хронологічному порядку наведено перелік подій, які відбувалися в рамках Ленінопаду. Перший головний розділ вміщує демонтажі, знесення та повалення пам'ятників Володимирові Леніну. Окремими розділами наведені події демонтажів та повалень пам'ятників іншим комуністичним діячам, а також ліквідації радянських символів під час Ленінопаду. Окрім того, окремо наведено перелік подій, під час яких демонтажам, знесенням чи пошкодженням яких, чинили опір. Перелік подій, дата яких невідома, також поданий окремим розділом.
У випадку демонтажу пам'ятки це може не бути вказано. Якщо пам'ятник повалено або демонтовано з примітками — це вказується додатково.
Ще на початок 2021 року, всього в Україні, з приблизно 1600 (сума знесених + ті, що лишились) лишалось близько 300 пам'ятників Леніну, абсолютна більшість з яких була розташована на тимчасово окупованій Російською Федерацією території України.
Станом на 15 листопада 2023 року, згідно повідомлення Міністерства культури та інформаційної політики України, на демонтаж в Україні чекає понад 2100 пам'яток місцевого значення радянського або російського часу.

## Знесення, демонтаж та пошкодження пам'ятників і об'єктів Леніну
- точна дата невідома, м. Харків. Демонтовано пам'ятник Леніну на території однієї з колишніх фабрик[4][5].
- 1 березня, Харківська область. Демонтовано погруддя Леніну на території одного з населених пунктів (не уточнено)[6][7].
- 18 квітня, м. Коростишів Житомирська область. Демонтовано знак з прізвищем Леніна, який був розміщений на п'єдесталі[8].
- 28 квітня, м. Павлоград Дніпропетровська область. Демонтований та частково пошкоджений бюст Леніна використовують як сміттєвий бак на місцевому кладовищі[9].
- 1 серпня, с. Рудківці Хмельницька область. Демонтовано погруддя Леніну[10].

### За кордоном
- 8 червня у місті Ош (Киргизстан) демонтовано один з найбільших пам'ятників Леніну у світі[11].

## Ліквідація та пошкодження пам'ятників комуністичним діячам та інших радянських і російсько-імперських символів

### Січень
- 3 січня, м. Нововолинськ Волинська область. Демонтовано пам'ятник радянському солдату-прикордоннику та «вічний вогонь»[12].
- 3 січня, м. Миколаїв. Демонтовано меморіальну дошку Потьомкіну, замість якої встановлено дошку Марку Кропивницькому[13].
- 4 січня, м. Кам'янське Дніпропетровська область. Пошкоджено пам'ятник Леоніду Брежнєву[14].
- 5 січня, м. Красилів Хмельницька область. Демонтовано пам'ятник Зої Космодем'янській[15].
- 9 січня, м. Запоріжжя. Демонтовано меморіальну дошку радянському диверсанту та спецагенту-ліквідатору Кузнєцову[16].
- 9 січня, м. Кілія Одеська область. Демонтовано дошку на честь 50-річчя жовтня[17].
- 9 січня, м. Охтирка Сумська область. Демонтовано меморіальну дошку радянському генералу Трофименку С. Г.[18].
- 9 січня, м. Охтирка Сумська область. Демонтовано пам'ятник радянській розвідниці-радистці Лєбєдєвій Л. В.[19].
- 9 січня, м. Охтирка Сумська область. Демонтовано пам'ятник на честь радянських танкістів-кантемирівців[20].
- 10 січня, м. Чорноморськ Одеська область. Демонтовано напис «Іллічівськ»[21].
- 13 січня, м. Нововолинськ Волинська область. Радянську мозаїку на будинку з будьонівцем та партизаном закрили банером[22].
- 15 січня, м. Чернігів. Демонтовано радянську дошку стосовно колишнього кінотеатру «Побєда»[23].
- 16 січня, м. Полтава. Демонтовано дошку на честь «дружби» українського та російського народів біля пам'ятника Мартину Пушкарю[24].
- 17 січня, м. Вінниця. Демонтовано дві дошки російському військовому діячу Олексію Брусилову[25].
- 17 січня, м. Вінниця. Демонтовано брилу із серпом і молотом[26].
- 17 січня, м. Вінниця. Демонтовано серпи та молоти всередині Вінницького академічного музично-драматичного театру ім. Садовського[27].
- 17 січня, м. Вінниця. Демонтовано пам'ятник радянським авіаторам[28].
- 17 січня, м. Вінниця. Демонтовано постамент від пам'ятника більшовику Миколі Тарногродському[29].
- 17 січня, м. Полтава. Зафарбовано анотаційну дошку колишньої вулиці Степового фронту[30].
- 17 січня, с. Боднарів Івано-Франківська область. Демонтовано пам'ятник радянському солдату Олександру Корякову[31].
- 18 січня, м. Вінниця. Зафарбовано серп і молот на будівлі лісництва[32].
- 18 січня, селище Кирнасівка Вінницька область. Демонтовано погруддя Пестелю[33].
- 18 січня, м. Тульчин Вінницька область. Проведено заміну дат на меморіалі та закрито серп з молотом[34].
- 20 січня, с. Сем'янівка Полтавська область. Демонтовано радянську символіку на меморіалі[35].
- 21 січня, м. Жовті Води Дніпропетровська область. Демонтовано серпи з молотами та радянські зірки з будинку по вул. Богдана Хмельницького[36].
- 22 січня, м. Овруч Житомирська область. Демонтовано пам'ятник Яну Налєпці[37].
- 22 січня, м. Звягель Житомирська область. Відбувся демонтаж пам'ятників генерал-майору Йосипу Панкратову та підпільникам Костянтину Мякишеву і Матвію Ковалю, проведено їх перепоховання на кладовищі[38].
- 24 січня, селище Буджак Одеська область. Демонтовано пам'ятник Горькому[39].
- 25 січня, с. Тептіївка Київська область. Демонтовано погруддя Петру Запорожцю[40].
- 27 січня, м. Київ. Демонтовано пам'ятник російському фізіологу Івану Павлову[41][42].
- 27 січня, м. Богуслав Київська область. Демонтовано пам'ятник продзагонівцям вбитим у селі Вільховець[43].
- 28 січня, м. Миколаїв. Демонтовано пам'ятник ленінському комсомолу[44].
- 29 січня, с. Плоске Київська область. Демонтовано макет радянського ордена із серпом та молотом[45].
- 30 січня, м. Миколаїв. Демонтовано меморіальну дошку про більшовицький штаб[46].
- 31 січня, селище Олександрівка Донецька область. Демонтовано радянську зірку та зафарбовано радянські написи[47].
- 31 січня, м. Татарбунари Одеська область. Демонтовано меморіальні дошки радянському діячу Іустину Батищеву та російському поету Пушкіну[48].

### Лютий
- 3 лютого, с. Вереміївка Черкаська область. Демонтовано з обеліску макет радянського ордена з серпом та молотом[49].
- 3 лютого, м. Суми. Зафарбовано серп і молот на будинку в центрі міста[50].
- 4 лютого, м. Харків. Демонтовано пам'ятник комсомолці Галині Нікітіній, який був встановлений на вулиці Мироносицькій[51][52].
- 5 лютого, м. Харків. Демонтовано меморіальну дошку на честь героя радянського союзу Андрія Ощєпкова[53].
- 6 лютого, м. Харків. Демонтовано анотаційну дошку маршалу Павлу Рибалку[54].
- 6 лютого, м. Дніпро. Демонтовано дошку чеському комуністу Юліусу Фучику[55].
- 6 лютого, м. Добропілля Донецька область. Демонтовано меморіальну дошку Володимиру Висоцькому[56].
- 6 лютого, м. Харків. Демонтовано і розбито меморіальну дошку Івану Бакуліну[57].
- 7 лютого, селище Чорноморське (Чабанка) Одеська область. Декомунізовано всі написи на пам'ятнику на місці смерті Григорія Котовського[58].
- 7 лютого, м. Кам'янець-Подільський Хмельницька область. Демонтовано меморіальну дошку Раєвському на мурі Старого замку[59].
- 8 лютого, с. Бритівка Одеська область. Демонтовано погруддя Кутузову[60].
- 10 лютого, с. Новосільське Одеська область. Демонтовано пам'ятник російському більшовику Іларіону Нягу[61].
- 10 лютого, м. Харків. Демонтовано дошку Івану Бастєєву[54].
- 10 лютого, м. Харків. Демонтовано дошку з прізвищами російських поетів та письменників Маяковського, Горького, Барбюса[62].
- 11 лютого, селище Ставище Київська область. Демонтовано меморіальну дошку радянському генералу Андрію Кравченку[63].
- 11 лютого, м. Харків. Демонтовано дошку з написом про велику вітчизняну війну, яка була встановлена на проспекті Героїв Харкова[64].
- 11 лютого, м. Харків. Демонтовано другу меморіальну дошку маршалу Рибалку[65].
- 12 лютого, м. Харків. Демонтовано Алею пам'яті з обеліском та назвами російських міст[66].
- 12 лютого, м. Миколаїв. Демонтовано погруддя офіцеру НКВС Віктору Лягіну, яка була встановлена біля 22 ліцею[67].
- 13 лютого, м. Харків. Демонтовано дошку про «пєрвий рабочій дом россіі», яка була встановлена на вулиці Георгія Тарасенка[54].
- 13 лютого, м. Харків. Демонтовано дошку герою радянського союзу Анатолію Нефьодову[54].
- 13 лютого, м. Київ. Демонтовано пам'ятник радянському солдату на території школи № 223 у Святошинському районі[68].
- 13 лютого, м. Харків. Демонтовано меморіальну дошку кадебісту Петру Фещенку[69].
- 14 лютого, м. Харків. Демонтовано дошку герою радянського союзу Заікіну, яка була встановлена на вулиці Сумській[70].
- 19 лютого, м. Яремча Івано-Франківська область. Демонтовано дошку герою радянського союзу Семену Руднєву[71].
- 19 лютого, м. Краматорськ Донецька область. Демонтовано дві радянські дошки, які були встановлені на фасаді будівлі міської ради[72].
- 19 лютого, с. Жовнине Черкаська область. Демонтовано дошку з написом про велику вітчизняну війну[73].
- 20 лютого, м. Суми. Демонтовано дошку герою радянського союзу Федору Дуднику[74][75].
- 24 лютого, м. Полтава. Демонтовано дошку Антону Макаренку, яка була встановлена на вулиці Семена Антонця[76].
- 24 лютого, м. Миколаїв. Демонтовано пам'ятник кадровому офіцеру НКВС Віктору Лягіну[77][78].
- 25 лютого, м. Полтава. Демонтовано пам'ятник російському імператору Петру І[79].
- 25 лютого, м. Харків. Демонтовано анотаційну дошку Леву Доватору[80].
- 25 лютого, м. Вінниця. Демонтовано бюст радянському космонавту Юрію Гагаріну[81].
- 25 лютого, м. Полтава. Демонтовано дошку Антону Макаренку, яка була встановлена в Госпітальному провулку[82].
- 27 лютого, м. Київ. Демонтовано дві дошки Олександру Покришкіну[83].
- 28 лютого, м. Коростишів Житомирська область. Демонтовано паркову скульптуру Пушкіну[84][85].
- 28 лютого, м. Коростишів Житомирська область. Демонтовано паркову скульптуру Висоцькому[86][85].
- 28 лютого, м. Тернопіль. Пошкоджено монументи та плити з іменами героїв радянського союзу в Старому парку[87].
- 28 лютого, м. Харків. Демонтовано дошку герою радянського союзу Денису Шелесту, яка була встановлена на проспекті Героїв Харкова, 15[88].
- 28 лютого, м. Харків. Демонтовано дошку герою радянського союзу Рафаїлу Мільнеру, яка була встановлена на проспекті Героїв Харкова, 27/1[89].

### Березень
- 1 березня, селище Подвірки Харківська область. Демонтовано погруддя Максиму Горькому[90].
- 1 березня, м. Харків. Демонтовано п'ять дошок героям радянського союзу[91].
- 2 березня, м. Полтава. Демонтовано меморіальну дошку Антону Макаренку з фасаду Полтавського НПУ[92][93].
- 4 березня, с. Василівка Перша Харківська область. Демонтовано макет радянського ордена із серпом і молотом на меморіалі[94].
- 5 березня, м. Миколаїв. Демонтовано меморіальну дошку офіцеру НКВС Віктору Лягіну[95].
- 5 березня, м. Київ. Демонтовано комуністичну дошку на вулиці Іллєнка[96].
- 8 березня, м. Київ. Демонтовано радянську мозаїку на станції метро «Палац Україна»[97].
- 11 березня, м Лубни Полтавська область. Демонтовано радянську російськомовну дошку[98].
- 11 березня, м. Дніпро. Демонтовано радянську символіку з пам'ятника «воїнам-петровцям» на проспекті Нігояна, 67[99].
- 12 березня, м. Дніпро. Демонтовано комуністичну меморіальну дошку з пам'ятника комсомольцям[100].
- 13 березня, м. Полтава. Декомунізовано меморіал учасникам Другої світової війни на території Політехніки[101].
- 13 березня, м. Кривий Ріг Дніпропетровська область. Зафарбовано меморіальну дошку Анатолію Пітаде на Поштовому проспекті[102].
- 13 березня, м. Харків. Демонтовано меморіальну дошку Івану Камишеву на одній з будівель в Салтівському районі міста[103].
- 14 березня, м. Полтава. Демонтовано з фасаду школи радянську меморіальну дошку з написом про «велику вітчизняну війну»[104].
- 14 березня, м. Хмельницький. Демонтовано радянську меморіальну дошку з написом про «велику вітчизняну війну»[105].
- 16 березня, м. Київ. Демонтовано напис «1941» і замінено на «1939» на головному меморіалі міста[106].
- 18 березня, м. Львів. Демонтовано пам'ятний знак Амвросію Бучмі[107].
- 20 березня, м. Харків. Демонтовано радянську символіку та напис «1941» на пам'ятнику в парку Основа[108].
- 21 березня, м. Коростишів Житомирська область. Зафарбовано напис на пам'ятнику червоноармійцям, яких було «забито петлюрівцями»[109].
- 25 березня, селище Рожнятів Івано-Франківська область. Демонтовано напис «1941-1945» з постаменту на місцевому меморіалі[110].
- 27 березня, м. Одеса. Зафарбовано барельєф російського імператора Олександра II на Олександрівській колоні[111].

### Квітень
- 2 квітня, м. Дніпро. Демонтовано серп і молот з флагштоку на фасаді будівлі Укрзалізниці[112].
- 9 квітня, селище Пісочин Харківська область. Демонтовано серп і молот з будівлі санаторію «Роща»[113].
- 9 квітня, с. Керносівка Дніпропетровська область. Демонтовано серп і молот з фронтону фасаду Будинку культури[114].
- 14 квітня, м. Одеса. Демонтовано меморіальну дошку Георгію Шилу на фасаді будинку № 8 по вулиці Софіївській[115].
- 14 квітня, м. Славута Хмельницька область. Демонтовано дошку на честь підпільної комуністичної організації в 1941-1942 роках[116].
- 14 квітня, м. Славута Хмельницька область. Демонтовано радянську дошку зі стіни будинку[117].
- 14 квітня, м. Чернігів. Демонтовано меморіальну дошку комуністу Миколі Попудренку[118].
- 14 квітня, м. Вінниця. На фасаді будівлі по вулиці Соборній закрито серпи та молоти[119].
- 17 квітня, м. Славута Хмельницька область. Демонтовано погруддя співробітнику радянських органів НКВС Антону Одусі[120].
- 17 квітня, м. Одеса. Демонтовано дошку російському фізіологу Івану Сеченову[121].
- 25 квітня, м. Чернігів. Демонтовано дошку зі словами Максима Горького на могилі Михайла Коцюбинського[122].
- 25 квітня, м. Харків. Демонтовано напис російською та замінено україномовним на пам'ятнику чорнобильцям в Тракторозаводському сквері[123][124].
- 28 квітня, с. Багате Одеська область. Демонтовано дошку на відзнаку встановлення радянської влади на Україні[125].
- 28 квітня, с. Багате Одеська область. Демонтовано дошку з будівлі школи стосовно мешканця села, який загинув під час війни в Афганістані[125].
- 28 квітня, м. Харків. Демонтовано дошку з назвою вулиці на честь Олександра Матросова[126][127].
- 28 квітня, м. Харків. Зафарбовано напис «50 лет ВЛКСМ» на стіні багатоквартирного житлового будинку[125].

### Травень
- 1 травня, м. Харків. Демонтовано дошку колишньому керівнику КПУ Володимиру Івашко, яка знаходилася на будинку по проспекту Науки[128].
- 2 травня, м. Харків. Демонтовано меморіальні дошки з прізвищами радянських солдат біля станції метро «Наукова»[129].
- 2 травня, с. Зазим'я Київська область. Демонтовано пам'ятник на братській могилі вбитих чекістів[130][131].
- 2 травня, м. Полтава. Демонтовано пам'ятник на так званому місці відпочинку Петра І[132].
- 3 травня, м. Суми. Демонтовано макети радянських орденів із зображенням Кремля та серпа з молотом[133].
- 3 травня, м. Київ. Демонтовано радянську інформаційну дошку[134].
- 4 травня, м. Полтава. Демонтовано серп і молот, які були розташовані над входом до будинку[135].
- 5 травня, с. Скибин Київська область. Демонтовано російськомовну дошку на пам'ятнику учасникам Другої світової війни[136].
- 5 травня, м. Миколаїв. Демонтовано напис стосовно 68-ми десантників-ольшанців[137][138].
- 6 травня, м. Київ. Демонтовано башту радянського танку на вулиці Героїв Маріуполя[139].
- 7 травня, м. Київ. Демонтовано макети радянських орденів зі стіни будинку на бульварі Вацлава Гавела[140].
- 9 травня, селище Пулини Житомирська область. Демонтовано з постаменту радянську САУ[141].
- 9 травня, м. Одеса. Демонтовано табличку з пам'ятника маршалу Родіону Малиновському[142][143].
- 13 травня, м. Харків. Демонтовано останню дошку маршалу Павлу Рибалку на вулиці Бригади «Хартія»[144].
- 13 травня, м. Харків. Демонтовано (зашліфовано напис) на дошці з написом про Олександра Матросова[145].
- 13 травня, м. Харків. Демонтовано (зашліфовано напис) на дошці встановленій Григорію Громницькому біля станції метро «Наукова»[146].
- 13 травня, м. Охтирка Сумська область. Демонтовано макет радянської медалі[147] та відповідні написи[148].
- 13 травня, м. Охтирка Сумська область. Демонтовано два макети орденів з радянською символікою, які були розміщені на меморіалі[149].
- 13 травня, м. Охтирка Сумська область. Демонтовано макет радянського ордена із зображенням Кремля[150].
- 13 травня, с. Полянь Хмельницька область. Демонтовано зображення серпа і молота з постаменту на меморіалі[151].
- 15 травня, Полтавська область. Демонтовано елементи російсько-комуністичної символіки у п'яти громадах, зокрема в Полтавській, Кременчуцькій, Шишацькій, Лохвицькій і Хорольській[152].
- 16 травня, м. Полтава. Демонтовано зображення гербу колишнього СРСР з фасаду будівлі навчального корпусу Коледжу управління економіки і права Полтавської державної аграрної академії[153].
- 16 травня, Кіровоградська область. Демонтовано (відбито голову) з пам'ятника російського біолога та комуніста Івана Мічуріна[154].
- 16 травня, м. Хмельницький. Демонтовано дошку герою радянського союзу Йосипу Лапушкіну[155].
- 17 травня, м. Одеса. Демонтовано дошку радянському генералові Леоніду Бочарову[156].
- 17 травня, м. Одеса. Демонтовано дошку російському письменнику Івану Буніну[157][158].
- 17 травня, м. Одеса. Демонтовано дошку чекісту Миколі Гефту[159][158]. На зворотньому боці дошки виявлено напис стосовно іншої особи[160].
- 17 травня, м. Одеса. Демонтовано дошку російському офіцеру Петру Шмідту[161][158].
- 17 травня, м. Одеса. Демонтовано дошку радянському чекісту Дмитру Мєдвєдєву[162][158].
- 18 травня, с. Мачухи Полтавська область. Демонтовано (відбито голову) пам'ятника російського біолога та комуніста Мічуріна[163].
- 18 травня, м. Одеса. Демонтовано барельєф російському поетові Олександру Пушкіну за адресою вул. Дерибасівська, 16[164][158].
- 18 травня, м. Одеса. Демонтовано пам'ятну дошку прикордонникам НКВС із зображенням гербу колишнього СРСР[165][166].
- 19 травня, м. Бердичів Житомирська область. Демонтовано обеліск на честь радянського генерала Миколи Ватутіна на розі вулиць поблизу площі Седлецької[167].
- 19 травня, м. Одеса. Демонтовано дошку командиру радянського підводного човна Олександру Маринеско, яка була встановлена на вул. Пастера[168].
- 19 травня, м. Одеса. Демонтовано макет із зображенням гербу колишнього СРСР[169].
- 20 травня, м. Одеса. Демонтовано (замінено) російськомовний напис про «город-герой» на фасаді залізничного вокзалу[170].
- 20 травня, с. Сурсько-Литовське Дніпропетровська область. Демонтовано зображення серпа і молота з постаменту на меморіалі[171].
- 21 травня, м. Глухів Сумська область. Демонтовано радянську меморіальну дошку[172].
- 21 травня, с. Ков'яги Харківська область. Демонтовано макет радянського ордена із серпом і молотом[173].
- 21 травня, м. Охтирка Сумська область. Демонтовано зображення гербу колишнього СРСР на пам'ятнику прикордонникам[174].
- 22 травня, м. Одеса. Демонтовано дошку на пам'ятнику радянському маршалові Родіону Малиновському[175].
- 22 травня, м. Лебедин Сумська область. Демонтовано з обеліску радянську зірку з серпом і молотом[176].
- 23 травня, м. Херсон. Демонтовано макет радянського ордену зі стели при в'їзді до міста[177].
- 23 травня, м. Сарни Рівненська область. Демонтовано пам'ятник радянському солдату[178].
- 24 травня, м. Чорноморськ Одеська область. Демонтовано російськомовні написи на меморіалі[179].
- 27 травня, м. Львів. Демонтовано першу колону на вході до «Пагорбу Слави»[180].
- 28 травня, с. Дермань Друга Рівненська область. Демонтовано макет радянського ордену та напис «41» зі стели[181].
- 28 травня, м. Миколаїв. Демонтовано дошку російському вченому Михайлу Ломоносову[182].
- 29 травня, м. Костопіль Рівненська область. Демонтовано погруддя герою радянського союзу Василю Сидорову, поблизу школи № 4[183].
- 29 травня, с. Серники Рівненська область. Зафарбовано напис про загиблих у боротьбі з українськими націоналістами[184].
- 29 травня, м. Зміїв Харківська область. Демонтовано меморіал на честь радянських військовослужбовців, які загинули у 20-х роках XX ст.[185][186].
- 30 травня, селище Славсько Львівська область. Демонтовано дошку з серпом і молотом[187].

### Червень
- 1 червня, Вільхівка Харківська область. Демонтовано макет радянського ордену[188].
- 2 червня, Буди Харківська область. Демонтовано макет радянського ордену та таблички на постаменті учасникам війни 1919-1924 років[189].
- 2 червня, с. Щекичин Рівненська область. Демонтовано макет радянського ордена із серпом і молотом та напис «1941-1945» на пам’ятнику[190].
- 2 червня, с. Довжик Чернігівська область. Демонтовано радянські зірки на меморіалі[191].
- 2 червня, с. Рашівка Полтавська область. Демонтовано пам’ятний знак «Борцям за владу Рад»[192].
- 2 червня, м. Львів. Демонтовано другу колону на вході до «Пагорбу Слави»[193][194].
- 3 червня, м. Харків. Демонтовано зображення серпа та молота зі стели на виїзді з Харкова у бік Чугуєва[195].
- 3 червня, с. Мала Рогань Харківська область. Демонтовано макет радянського ордена із серпом і молотом[196].
- 7 червня, селище Коротич Харківська область. Демонтовано макет радянського ордена із серпом і молотом на меморіалі[197].
- 7 червня, м. Переяслав Київська область. Демонтовано пам'ятник «Навіки разом» на майдані Княжий двір[198][199].
- 8 червня, м. Київ. Демонтовано російськомовну дошку біля фундаменту Десятинної церкви[200].
- 10 червня, с. Перекіп Харківська область. Демонтовано радянську меморіальну дошку[201].
- 12 червня, м. Харків. Сграфіто із зображенням Валентини Терешкової знищене ворогом під час  атаки БпЛА «Shahed-136»[202].
- 12 червня, м. Харків. Демонтовано радянську інформаційну дошку[203].
- 12 червня, м. Оржиця Полтавська область. Демонтовано макет радянського ордена із серпом і молотом[204].
- 12 червня, с. Старий Іржавець Полтавська область. Демонтовано зі стели барельєф радянського ордену із серпом та молотом[204].
- 12 червня, с. Новий Іржавець Полтавська область. Демонтовано зі стели барельєф радянського ордену із серпом та молотом[204].
- 13 червня, с. Крисине Харківська область. Демонтовано зі стели макет радянського ордену із серпом та молотом[205].
- 13 червня, с. Петропавлівка Богодухівський район Харківська область. Демонтовано макет радянського ордену із серпом та молотом[206].
- 13 червня, с. Озерне Одеська область. Демонтовано радянську зірку та російськомовний напис на меморіалі[207].
- 16 червня, м. Харків. Демонтовано радянські зірки на меморіалі, що розташований в районі заводу ХТЗ[208].
- 16 червня, м. Харків. Демонтовано напис «парк Маяковського»[209].
- 16 червня, м. Харків. Демонтовано (зашліфовано) напис «Московський» у парку Перемоги на Салтівці[210].
- 17 червня, с. Висунськ Миколаївська область. Демонтовано герб СРСР та літеру "Ч" з будівлі «Укрпошти»[211].
- 18 червня, м. Хмельницький. Демонтовано погруддя учаснику радянсько-фінської війни старшому лейтенанту Філіпову на станції Гречани[212].
- 19 червня, с. Майків Рівненська область. Демонтовано радянську символіку на меморіалі[213].
- 19 червня, с. Пашуки Рівненська область. Демонтовано радянську символіку на меморіалі[214].
- 19 червня, м. Бровари Київська область. Демонтовано радянський меморіал[215].
- 19 червня, м. Харків. Демонтовано російськомовну дошку[216].
- 19 червня, м. Дніпро. Демонтовано гармати з братської могили у Севастопольському парку[217].
- 21 червня, с. Велетень Харківська область. Демонтовано макет радянського ордена із серпом і молотом[218].
- 21 червня, с. Бірки Харківська область. Демонтовано радянську символіку біля меморіалу[218].
- 21 червня, с. Яковлівка Харківська область. Демонтовано макет радянського ордена із серпом і молотом[219].
- 21 червня, с. Дерегівка Харківська область. Демонтовано макет радянського ордена із серпом і молотом[220].
- 21 червня, с. Черемушна Харківська область. Демонтовано дошки комуністичним окупантам[221].
- 21 червня, с. Черемушна Харківська область. Демонтовано макет радянського ордена із серпом і молотом[221].
- 21 червня, м. Люботин Харківська область. Демонтовано дошку з цитатою маршала Жукова[222].
- 21 червня, м. Харків. Демонтовано серпи та молоти на фасаді будівлі заводу ХТЗ[221].
- 22 червня, селище Клевань Рівненська область. Демонтовано пам'ятник радянському солдату[223].
- 23 червня, м. Південне Харківська область. Демонтовано макет радянського ордена із зображенням Кремля[224].
- 23 червня, селище Печеніги Харківська область. Демонтовано радянську символіку з пам'ятника воїнам-землякам[225].
- 23 червня, с. Вільхівка Харківська область. Демонтовано російськомовну дошку з меморіалу[226].
- 24 червня, м. Миколаїв. Демонтовано гармату часів російсько-турецьких воєн на Флотському бульварі[227][228].
- 26 червня, с. Русивель Рівненська область. Демонтовано макет радянського ордена із серпом і молотом та напис «1941-1945»[229].
- 27 червня, м. Кременчук Полтавська область. Демонтовано напис «1941», який замінено на «1939»[230].
- 28 червня, с. Милятин Рівненська область. Демонтовано радянську символіку на меморіалі[231].
- 28 червня, с. Почапки Рівненська область. Демонтовано радянську символіку на меморіалі[232].
- 28 червня, с. Країв Рівненська область. Демонтовано радянську символіку на меморіалі[233].
- 28 червня, с. Мощаниця Рівненська область. Демонтовано радянську символіку на меморіалі[234].
- 28 червня, с. Кучурган Одеська область. Демонтовано дошку з написом «Никто не забыт, ничто не забыто»[235].
- 28 червня, с. Кучурган Одеська область. Демонтовано російськомовну дошку[236].
- 30 червня, м. Берестин Харківська область. Демонтовано погруддя Пушкіну[237].
- 30 червня, м. Кременчук Полтавська область. Демонтовано пам'ятник матросам Дніпровської флотилії[238][239].
- 30 червня, с. Дуліби Рівненська область. Демонтовано низку радянської символіки на меморіалі[240].

### Липень
- 2 липня, селище Зарічне Дніпропетровська область. Демонтовано радянський монумент[241].
- 2 липня, м. Пирятин Полтавська область. Демонтовано макет радянського ордена із серпом і молотом зі стели на меморіалі[242].
- 4 липня, м. Пирятин Полтавська область. Демонтовано барельєф «борцям за владу рад» зі стели на меморіалі[243][242].
- 4 липня, м. Хмельницький. Демонтовано дошку герою радянського союзу[244].
- 4 липня, селище Черкаське Дніпропетровська область. Демонтовано радянський монумент[245].
- 7 липня, с. Новомалин Рівненська область. Демонтовано і замінено радянські написи на обеліску[246].
- 7 липня, с. Слобідка Рівненська область. Демонтовано і замінено радянські написи на обеліску[246].
- 7 липня, с. Могиляни Рівненська область. Демонтовано всі радянські написи про «велику вітчизняну війну» на обеліску[246].
- 7 липня, с. Кургани Рівненська область. Демонтовано і замінено радянські написи на обеліску[246].
- 7 липня, с. Грем'яче Рівненська область. Демонтовано і замінено радянські написи на обеліску[246].
- 7 липня, с. Бродівське Рівненська область. Демонтовано радянські написи про «велику вітчизняну війну», «1941» на обеліску[246].
- 8 липня, с. Чагрів Івано-Франківська область. Демонтовано пам'ятник радянському солдату[247].
- 8 липня, с. Колоколин Івано-Франківська область. Демонтовано пам'ятник радянському солдату[248].
- 8 липня, м. Сколе Львівська область. Демонтовано напис «41»[249].
- 8 липня, с. Шевченкове Івано-Франківська область. Демонтовано пам'ятник радянському солдату[250].
- 8 липня, селище Заболотів Івано-Франківська область. Демонтовано радянську дошку[251].
- 9 липня, с. Колінки Івано-Франківська область. Демонтовано напис «41» на обеліску[252].
- 9 липня, с. Більська Воля Рівненська область. Демонтовано напис «41» на обеліску[253].
- 9 липня, с. Витків Рівненська область. Демонтовано радянську символіку з меморіалу[253].
- 9 липня, с. Курозвани Рівненська область. Демонтовано напис «41» на обеліску[253].
- 9 липня, с. Пустомити Рівненська область. Демонтовано радянську символіку з меморіалу[253].
- 9 липня, с. Копиткове Рівненська область. Демонтовано радянську символіку з меморіалу[253].
- 9 липня, с. Тайкури Рівненська область. Демонтовано радянську символіку з меморіалу[253].
- 9 липня, с. Вишнева Харківська область. Демонтовано низку радянської символіки з меморіалу[254].
- 10 липня, селище Королево Закарпатська область. Демонтовано напис «УРСР» на охоронній табличці[255].
- 10 липня, м. Одеса. Демонтовано серп і молот з фасаду будівлі на вул. Ковальській[256].
- 11 липня, м. Стрий Львівська область. Демонтовано серпи і молоти на залізничному вокзалі міста[257].
- 15 липня, м. Миколаїв. Демонтовано російськомовну дошку[258].
- 16 липня, с. Паладь-Комарівці Закарпатська область. Демонтовано дошку на честь колгоспу «Шлях до комунізму» з фасаду місцевої школи[259].
- 16 липня, с. Великий Раковець Закарпатська область. Демонтовано напис «41» на п'ядесталі пам'ятника[260].
- 16 липня, м. Охтирка Сумська область. Демонтовано російськомовні дошки[261].
- 17 липня, Кирнасівка Вінницька область. Демонтовано напис «41» та замінено на «39» на меморіалі[262].
- 17 липня, м. Ужгород. Демонтовано радянські пропагандистські написи біля кордону зі Словаччиною[263].
- 17 липня, м. Новодністровськ Чернівецька область. Демонтовано радянську пропагандистську дошку[264].
- 17 липня, с. Кінчаки Івано-Франківська область. Демонтовано радянську пропагандистську дошку[265].
- 17 липня, м. Хмельницький. Демонтовано дошку молодогвардійцям[266].
- 17 липня, с. Делієве Івано-Франківська область. Демонтовано пам'ятник радянському солдату[267].
- 17 липня, с. Тумир Івано-Франківська область. Демонтовано пам'ятник радянському солдату[268].
- 17 липня, с. Дубівці Івано-Франківська область. Демонтовано радянську пропагандистську дошку[269].
- 17 липня, м. Решетилівка Полтавська область. Демонтовано макет радянського ордена на меморіалі[230].
- 17 липня, с. Черемхів Івано-Франківська область. Демонтовано пам'ятник радянському солдату[270].
- 18 липня, м. Переяслав Київська область. Демонтовано радянську символіку з монументу на відзачення «300-річчя воз'єднання України з Росією»[271].
- 18 липня, с. Коршів Івано-Франківська область. Демонтовано макети радянських орденів на меморіалі[272].
- 21 липня, Івано-Франкове Львівська область. Демонтовано написи про т.зв. українських буржуазних націоналістів[273].
- 21 липня, м. Харків. Демонтовано дошку з серпом і молотом[274].
- 21 липня, м. Харків. Демонтовано макет радянського ордену з фасаду будівлі[275].
- 21 липня, м. Харків. Демонтовано радянську емблему спортивного товариства біля станції метро «Спортивна»[276].
- 23 липня, с. Малі Сади Рівненська область. Демонтовано написи і радянські символи з меморіалу[277].
- 23 липня, с. Кучурган Одеська область. Демонтовано напис «41» і низку російськомовних дощок[278].
- 23 липня, с. Бабухів Івано-Франківська область. Демонтовано пам'ятник радянському солдатові[279].
- 23 липня, с. Верхня Липиця Івано-Франківська область. Демонтовано з меморіалу напис стосовно "великої війчизняної війни"[280].
- 23 липня, с. Вербилівці Івано-Франківська область. Демонтовано пам'ятник радянському солдатові[281].
- 23 липня, с. Озерці Рівненська область. Демонтовано радянську дошку з меморіалу[282].
- 24 липня, с. Острів Івано-Франківська область. Демонтовано написи «1941» та «1945»[283].
- 24 липня, с. Любша Івано-Франківська область. Демонтовано пам'ятник радянському солдату[284].
- 24 липня, с. Красне Івано-Франківська область. Демонтовано пам'ятник радянському солдату[285].
- 24 липня, м. Буринь Сумська область. Демонтовано радянську символіку з публічного простору на залізничній станції «Путивль»[286].
- 25 липня, м. Одеса. Демонтовано дошку Льву Пушкіну[287].
- 25 липня, м. Одеса. Демонтовано памʼятну дошку Володимиру Маяковському[288].
- 25 липня, с. Підкамінь Івано-Франківська область. Демонтовано радянські написи на меморіалі[289].
- 25 липня, с. Пуків Івано-Франківська область. Демонтовано пам'ятник радянському солдату[290].
- 25 липня, с. Мильча Рівненська область. Демонтовано макет радянського ордена із серпом і молотом[291].
- 25 липня, селище Котельва Полтавська область. Демонтовано макет радянського ордена із серпом і молотом[292].
- 25 липня, м. Лохвиця Полтавська область. Демонтовано пам'ятну дошку радянському генералу Василю Тупікову з будинку по вулиці Сенчанській[293].
- 25 липня, м. Лохвиця Полтавська область. Демонтовано пам'ятну дошку радянському генералу Михайлу Кирпоносу з будинку по вулиці Соборній[293].
- 25 липня, м. Лохвиця Полтавська область. Демонтовано пам'ятну дошку радянському генералу Дмитру Дрьоміну з будинку по вулиці Перемоги[293].
- 25 липня, с. Лука Полтавська область. Демонтовано пам'ятну дошку молодшому лейтенанту РСЧА Олексію Дерев'янку з будинку старостату[293].
- 25 липня, м. Лохвиця Полтавська область. Демонтовано пам'ятну дошку Михайлу Бурмистенку з будинку по вулиці Тараса Шевченка[293].
- 25 липня, с. Степуки Полтавська область. Демонтовано пам'ятну дошку стосовно командирів червоних партизанів Соколовського та Ярового[293].
- 25 липня, м. Лохвиця Полтавська область. Демонтовано дошку з глорифікацією неіснуючого Лохвицького районного комітету комуністичної партії з будинку по вулиці Тараса Шевченка[293].
- 25 липня, м. Лохвиця Полтавська область. Демонтовано пам'ятну дошку радянському генералу Миколі Ватутіну по вулиці Героїв України[293].
- 25 липня, с. Безсали Полтавська область. Демонтовано пам'ятну дошку стосовно військового діяча СРСР Єрмака з будинку школи[293].
- 27 липня, м. Кам'янець-Подільський Хмельницька область. Демонтовано зображення радянського ордена із серпом і молотом[294].
- 28 липня, с. Берестовець Рівненська область. Демонтовано знак на честь героя радянського союзу Сидорова В.Т.[295].
- 28 липня, с. Бугаївка Рівненська область. Демонтовано всю радянську символіку з меморіалу[296].
- 28 липня, с. Дружба Рівненська область. Демонтовано макет радянського ордену та напис «1941-1945» з меморіалу[295].
- 28 липня, м. Радивилів Рівненська область. Демонтовано радянську зірку і напис «41» на головному меморіалі міста[295].
- 28 липня, м. Радивилів Рівненська область. Демонтовано пам'ятник радянському солдату[295].
- 28 липня, м. Радивилів Рівненська область. Демонтовано ще один (другий) пам'ятник радянському солдату[295].
- 28 липня, с. Вербень Рівненська область. Демонтовано радянську символіку та напис «1941-1945» з меморіалу[295].
- 28 липня, селище Диканька Полтавська область. Демонтовано радянську символіку та напис «1941-1945» з меморіалу[297].
- 28 липня, с. Хухра Сумська область. Демонтовано радянську символіку з меморіалу[298].
- 29 липня, с. Рудка Рівненська область. Демонтовано радянський напис, зокрема «1941-1945» на пам'ятнику[295].
- 29 липня, с. Глибока Долина Рівненська область. Демонтовано радянський напис, зокрема «1941-1945» на пам'ятнику[295].
- 29 липня, с. Здовбиця Рівненська область. Демонтовано радянську символіку з меморіалу[295].
- 29 липня, с. Спасів Рівненська область. Частково демонтовано радянську символіку з меморіалу[295].
- 29 липня, с. Мізоч Рівненська область. Частково демонтовано радянську символіку з меморіалу[295].
- 30 липня, с. Кварцитне Житомирська область. Демонтовано серп і молот з фасаду Будинку культури[299].
- 30 липня, с. Щекичин Рівненська область. Демонтовано барельєф з радянським солдатом[295].
- 30 липня, с. Іваничі Рівненська область. Демонтовано радянську символіку з меморіалу[295].
- 30 липня, с. Малий Шпаків Рівненська область. Демонтовано радянські зірки на меморіалі[295].
- 30 липня, с. Підгайці Рівненська область. Демонтовано макет радянського ордена на меморіалі[295].
- 30 липня, с. Ступно Рівненська область. Демонтовано (зашліфовано) радянську символіку з меморіалу[295].
- 30 липня, с. Устя Рівненська область. Демонтовано радянську символіку з меморіалу[295].
- 30 липня, с. Лозуватка Кіровоградська область. Демонтовано радянську зірку з  меморіалу[300].
- 30 липня, с. Вихрівка Хмельницька область. Демонтовано серп і молот на стелі при в'їзді до села[301].
- 30 липня, с. Рачин Рівненська область. Демонтовано радянський напис на пам'ятнику[295].
- 31 липня, с. Межисить Волинська область. Демонтовано радянську зірку з постаменту[302].
- 31 липня, с. Підбрусинь Рівненська область. Демонтовано (частково) радянську символіку з меморіалу[295].
- 31 липня, с. Добринів Івано-Франківська область. Демонтовано напис про "радянську батьківщину" та прізвища загиблих у боях проти УПА[303].
- 31 липня, с. Пісків Рівненська область. Демонтовано радянську символіку з меморіалу[295].
- 31 липня, с. Угільці Рівненська область. Демонтовано (оновлено) написи на меморіалі на ті, які не містять радянської пропаганди[295].
- 31 липня, с. Трійця Івано-Франківська область. Демонтовано з меморіалу барельєф радянського солдата[304].
- 31 липня, с. Келихів Івано-Франківська область. Демонтовано радянську символіку з меморіалу[305].
- 31 липня, с. Рудники (Коломийський район) Івано-Франківська область. Демонтовано пам'ятник радянському солдату[306].
- 31 липня, с. Богородичин Івано-Франківська область. Демонтовано з меморіалу напис про «радянську батьківщину»[307].
- 31 липня, с. Тулуків Івано-Франківська область. Демонтовано барельєф з радянським солдатом[308].

### Серпень
- 1 серпня, м. Болград Одеська область. Демонтовано пам’ятник Пушкіну[309][310].
- 1 серпня, с. Кам'янка Рівненська область. Демонтовано (частково) радянську символіку на меморіалі[311].
- 1 серпня, с. Яблунне Рівненська область. Демонтовано радянську символіку[312].
- 1 серпня, с. Суськ Рівненська область. Демонтовано пам'ятник «загиблим від рук українських буржуазних націоналістів»[311].
- 1 серпня, с. Деражне Рівненська область. Демонтовано радянську дошку на честь тувинських добровольців[313].
- 1 серпня, с. Яцьковичі Рівненська область. Демонтовано радянську символіку на меморіалі[314].
- 1 серпня, с. Кустин Рівненська область. Демонтовано радянську символіку на меморіалі[315].
- 1 серпня, с. Хотин Рівненська область. Демонтовано радянську символіку на меморіалі[316].
- 1 серпня, с. Полиці Рівненська область. Демонтовано пам’ятник радянським воїнам[311].
- 1 серпня, с. Немовичі Рівненська область. Демонтовано радянську символіку з меморіалу[311].
- 3 серпня, м. Миколаїв. Демонтовано дошку декабристам[317].
- 3 серпня, м. Одеса. Демонтовано погруддя Андрію Нілусу на території Південноукраїнського національного педагогічного університету[318].
- 4 серпня, с. Клубівці Івано-Франківська область. Демонтовано пам'ятник радянським солдатам[319].
- 4 серпня, с. Будо-Орловецька Черкаська область. Демонтовано радянські написи на меморіалі[320].
- 4 серпня, с. Малий Мидськ Рівненська область. Демонтовано радянську символіку на меморіалі[321].
- 5 серпня, с. Долиняни Івано-Франківська область. Демонтовано радянську символіку зі стели[322].
- 5 серпня, с. Семидуби Рівненська область. Демонтовано радянську символіку з меморіалу[323].
- 5 серпня, с. Садове Житомирська область. Демонтовано серп і молот на фасаді будівлі[324].
- 6 серпня, м. Хотин Чернівецька область. Демонтовано дошки на честь «жовтневого перевороту» та Леніна[325].
- 6 серпня, с. Білашів Рівненська область. Демонтовано (оновлено) напис на меморіалі[321].
- 6 серпня, м. Радомишль Житомирська область. Демонтовано пам'ятні плити радянським окупантам у центрі міста[326].
- 6 серпня, м. Острог Рівненська область. Демонтовано написи «41» та «45» на пам'ятнику[321].
- 6 серпня, с. Яворницьке Дніпропетровська область. Демонтовано радянську символіку на меморіалі та замінено напис «41» на «39»[327].
- 7 серпня, с. Малашівці Тернопільська область. Демонтовано пам'ятник радянському солдату[328].
- 7 серпня, селище Гоща Рівненська область. Демонтовано макет радянськогом ордену з меморіалу[321].
- 7 серпня, селище Нова Борова Житомирська область. Демонтовано російськомовний напис з меморіалу[329].
- 11 серпня, м. Одеса. Зафарбовано арт-об'єкт Тінь Пушкіна[330].
- 11 серпня, м. Тернопіль. Демонтовано радянську символіку на меморіалі в житловому мікрорайоні Пронятин[331].
- 11 серпня, с. Черниця Рівненська область. Демонтовано радянську символіку на меморіалі[332].
- 12 серпня, Харківська область. Демонтовано (впала під впливом погодних умов) дошка «борцям за владу рад»[333].
- 13 серпня, м. Хотин Чернівецька область. Демонтовано дошку організації «червоний школяр»[334].
- 13 серпня, с. Біла Криниця Рівненська область. Демонтовано пам'ятник радянському солдату[332].
- 13 серпня, с. Лисець Івано-Франківська область. Демонтовано дошку з написом «борцям за радянську владу»[335].
- 13 серпня, м. Харків. Демонтовано (оновлено) пам'ятник учасникам Другої світової війни[336].
- 14 серпня с. Гейсиха Київська область. Демонтовано дошку «борцям за владу рад»[337].
- 14 серпня м. Одеса. Демонтовано радянську символіку з паркану на вулиці Пастера[338].
- 15 серпня с. Ружин Волинська область. Демонтовано макет ордена із серпом та молотом і радянські зірки[339].